# 박준영 (농구 선수)
박준영(1996년 6월 21일 ~ )은 대한민국의 농구 선수이자, 부산 KT 소닉붐 소속의 농구 선수이다.

## 선수경력

### 아마추어 시절
고려대학교시절 1, 2학년때는 쟁쟁한 선배들에 밀려 백업으로 출장하였지만, 3학년이 되어서는 주전으로 출장하기 시작하였다. 3학년때 득점상을 수상하기도 하였다. 4학년때도 팀의 골밑을 책임지면서 팀의 정규리그 전승 우승을 이끌었다.

### 부산 kt 소닉붐시절
2018-2019시즌 신인드래프트에서 1라운드 1순위 전체 1순위로 부산 kt 소닉붐에 지명되었다. 현재 부산 kt 소닉붐에는 포워드자원이 부족하기 때문에 양홍석과 경쟁하면서 경기에 투입될 수도 있다.
점수차가 많이 벌어져있을 때 출장하고 있다.

### 울산 모비스 피버스시절
2019 12월 25일 울산 모비스 피버스, 배수용, 이종현은 부산 KT 소닉붐으로 김민욱과 함께 트레이드로 울산 모비스 피버스로 이적하였다.

## 출신학교
- 인천송림초등학교
- 송도중학교
- 송도고등학교
- 고려대학교 15학번

## 에피소드
- 송도고등학교 출신으로는 최초로 전체 1순위에 지명되었다.